# Szamara Aréna
A Szamara Aréna (oroszul: Самара Арена, a világbajnokságon kívüli nevén Koszmosz Aréna, oroszul: Космос Арена) a 2018-as labdarúgó-világbajnokságra épült labdarúgóstadion Szamarában, Oroszországban. A világbajnokságot követően a Krilja Szovetov labdarúgócsapat tulajdonába kerül. Kétszintes, természetes fűtött gyepszőnyeggel és automatikus öntözőberendezéssel. 
A stadion Szamara egy nagyjából 10 000 lakossal rendelkező új városrészének lesz a központja.  
A stadion megközelítéséhez 2018-ban két új utcát alakítottak ki, aluljárókkal, épült továbbá egy helikopter-leszállóhely és a stadiont kiszolgáló villamosvonal is. A stadion közelébe napi 20 000 utas kiszolgálására képes autóbusz-pályaudvar építését tervezik.
A közelben épül Szamara új műszaki tudományos központja, a Gagarin Központ, a Szamara Egyetem új kampusza. Az új városnegyedben a tervek szerint 2022-ben több mint 10 000 ember fog élni és dolgozni.
Szamara a világbajnokság 6 mérkőzésének ad otthont.

## A2018-as labdarúgó-világbajnokságstadionban rendezett mérkőzései
| 2018. június 17. 16:00 (14:00) |

| Costa Rica | 0–1               | Szerbia     |
| ---------- | ----------------- | ----------- |
|            | (0–0) Jegyzőkönyv | Kolarov 56' |

| Szamara Aréna, Szamara Nézőszám: 41 432 Játékvezető: Malang Diedhiou (szenegáli) |

| 2018. június 21. 16:00 (14:00) |

| Dánia      | 1–1               | Ausztrália             |
| ---------- | ----------------- | ---------------------- |
| Eriksen 7' | (1–1) Jegyzőkönyv | Jedinak 38' (11-esből) |

| Szamara Aréna, Szamara Nézőszám: 40 727 Játékvezető: Antonio Mateu Lahoz (spanyol) |

| 2018. június 25. 18:00 (16:00) |

| Uruguay                                    | 3–0               | Oroszország          |
| ------------------------------------------ | ----------------- | -------------------- |
| Suárez 10' Cserisev 23' (öngól) Cavani 90' | (2–0) Jegyzőkönyv | Szmolnyikov 27′, 36′ |

| Szamara Aréna, Szamara Nézőszám: 41 970 Játékvezető: Malang Diedhiou (szenegáli) |

| 2018. június 28. 18:00 (16:00) |

| Szenegál | 0–1               | Kolumbia |
| -------- | ----------------- | -------- |
|          | (0–0) Jegyzőkönyv | Mina 74' |

| Szamara Aréna, Szamara Nézőszám: 41 970 Játékvezető: Milorad Mažić (szerb) |

| 2018. július 2. 18:00 (16:00) |

| Brazília               | 2–0               | Mexikó |
| ---------------------- | ----------------- | ------ |
| Neymar 51' Firmino 88' | (0–0) Jegyzőkönyv |        |

| Szamara Aréna, Szamara Nézőszám: 41 970 Játékvezető: Gianluca Rocchi (olasz) |

| 2018. július 7. 18:00 (16:00) |

| Svédország | 0–2               | Anglia               |
| ---------- | ----------------- | -------------------- |
|            | (0–1) Jegyzőkönyv | Maguire 30' Alli 59' |

| Szamara Aréna, Szamara Nézőszám: 39 991 Játékvezető: Björn Kuipers (holland) |